# Ma'anshan
Ma'anshan is een relatief jonge stad en prefectuur in de Chinese provincie Anhui. Bij de volkstelling van 2020 had de stad zelf 784.608 inwoners, de gehele prefectuur had 2.159.930 inwoners. Het ligt op de zuidelijke oever van de Yangtze, tegen de rand van de provincie Jiangsu, en is in het noorden vrijwel vastgegroeid aan de miljoenenstad Nanjing.
De stad ligt in een sterke industriële regio. Er staan grote ijzer- en staalfabrieken van Masteel die van hun bedrijfsvoering afhankelijk zijn van de rivier de Yangtze.
In het midden, bij de doorgaande spoorlijn ligt een groot park. Via de Ning-Tong railway verbonden met steden in de buurt; 3 uur treinen naar Shanghai. Niet ver van het Lukou vliegveld.